# 마님 (1970년 영화)
마님은 1970년 공개된 대한민국의 영화이다.

## 배역
- 남정임
- 신성일
- 김성옥
- 김정훈
- 김창숙
- 김신재
- 김정옥
- 최인숙
- 김미영
- 김웅
- 윤일주
- 임해림
- 김기범